# Far Cry New Dawn
Far Cry New Dawn ist ein Ego-Shooter, der von Ubisoft Montreal entwickelt wurde. Das Spiel ist ein Ableger der Far-Cry-Serie und schließt erzählerisch an Far Cry 5 an. Es ist am 15. Februar 2019 für Microsoft Windows, Xbox One und PlayStation 4 sowie am 3. November 2020 für Google Stadia erschienen.

## Handlung
Far Cry New Dawn spielt im selben Gebiet wie Far Cry 5, Hope County, ist allerdings im Norden und Osten verkleinert und die Handlung spielt sich 17 Jahre später ab. Als sich die Mitglieder von Prosperity aus ihren Bunkern trauen, halten bereits die Highwaymen – angeführt von den Schwestern Mickey und Lou – die Kontrolle über große Teile von Hope County. Lediglich die Grenze zum scheinbar menschenleeren Nordteil der Karte wird durch New Eden kontrolliert, die nachts außerhalb ihres Gebiets gegen die Highwaymen patrouillieren und sich als Nachfolger der Peggies (Project at Eden’s Gate, die christlich-fanatische Antagonistenorganisation aus Far Cry 5) verstehen.
Das Spiel beginnt damit, dass der Spielercharakter, der wahlweise männlich oder weiblich sein kann, und weitere Kämpfer mit dem Zug nach Hope County fahren, um Prosperity zu unterstützen. Die Highwaymen lassen den Zug entgleisen und töten alle Überlebenden des Zugunglücks außer den Spieler und Thomas Rush, die aber getrennt werden. Der Spieler wird von Carmina, Tochter der Anführerin von Prosperity, gefunden und für den Widerstand gegen die Highwaymen gewonnen.
Der Spieler rettet im Verlauf der Handlung Thomas Rush (der bald allerdings wieder entführt und getötet wird) und gewinnt weitere Charaktere, die teils schon aus Far Cry 5 bekannt sind, für Prosperity. Es stellt sich jedoch heraus, dass Prosperity alleine nicht gegen die Highwaymen gewinnen kann und die Hilfe von New Eden benötigt. Deren Anführer Ethan ist der Sohn von Joseph Seed, dem Haupt-Antagonisten von Far Cry 5. Ethan verspricht, dem Spieler zu helfen, wenn dieser ihm einen Beweis für den Tod seines Vaters liefert, dessen Rückzugsort sich abgeschieden im äußersten Norden befindet. Joseph Seed lebt dort jedoch noch bei einem Baum, von dem er dem Spieler einen Apfel anbietet und ihm so die Superkraft Edens Geschenk verleiht. Gemeinsam begeben sich der Spieler und Joseph Seed zu Ethan zurück, der nicht begeistert ist, dass seine Anhänger nun Joseph Seed als Anführer ansehen. New Eden patrouilliert nun auch tagsüber außerhalb ihres Gebiets.
Der Spieler erhält die Möglichkeit, bei einer Art Stock-Car-Rennen mit Waffeneinsatz ein VIP-Treffen mit Mickey und Lou zu gewinnen. Bei dem Treffen taucht auch Ethan auf, der den Highwaymen verspricht, ihnen den Standort des Baumes zu zeigen, wenn sie seine ehemaligen Anhänger töten. Der Spieler kann die meisten Anhänger zwar nicht mehr retten, tötet nach dem Massaker aber Lou (und auf Wunsch auch Mickey). Anschließend begibt er sich zum Baum, wo Ethan gerade vor den Augen seines Vaters einen der Äpfel isst, was ihm vom Kindesalter an nicht erlaubt war. Da Ethans Seele nicht rein ist, wird er jedoch zu einer Art mutiertem Gorilla, den der Spieler töten muss. Aus Trauer um seinen Sohn setzt Joseph Seed den Baum in Brand und bittet darum, vom Spieler erschossen zu werden.
Der Spieler und Carmina feiern den Sieg über die Highwaymen an Thomas Rushs Grab.

## Spielprinzip
Das Spielprinzip dieses Open-World-Spiels entspricht größtenteils dem der anderen Teile der Serie ab Far Cry 3: Auf der Karte befinden sich – allerdings nur in der Südhälfte – zehn Außenposten, die der Spieler einnehmen muss, um die Kontrolle über die Karte zu übernehmen. Außerdem kann er Materialien und Pflanzen sammeln und Tiere jagen.
Im von der Außenwelt abgeschnittenen Hope County gibt es kein Geld im eigentlichen Sinne. Stattdessen ist Ethanol die wichtigste Ressource. Es wird in den Außenposten gelagert, wo es durch Eroberung erhalten werden kann. Außerdem wird es gelegentlich in Kisten aus Flugzeugen abgeworfen und mit Tankwagen transportiert, die der Spieler jeweils plündern kann. Er kann das Ethanol zum Ausbau seines Hauptstützpunkts nutzen, was ihm spielerische Vorteile verschafft. Außerdem kann er sich bei Wikibeania Orte auf der Karte markieren lassen, an denen er bestimmte Tiere oder technische Materialien wie Federn und Zahnräder findet. Tierische Produkte dienen nahezu ausschließlich dazu, gegen technische Materialien getauscht zu werden. Aus letzteren kann man dann Waffen sowie Boden-, Luft- und Wasserfahrzeuge herstellen und verbessern. Dies kann teilweise auch mit Far Cry Credits geschehen, die man für Echtgeld kaufen oder bei Schatzssuchen finden kann. Eine weitere Ressource ist Kupfer, das man von getöteten Gegnern plündert und für die Herstellung von Munition nutzt.
Durch Herausforderungen in der Spielwelt – d. i. vor allem der Einsatz möglichst vieler verschiedener Waffentypen – erhält der Spieler Vorteilspunkte, die er für den Erwerb von Fähigkeiten verwenden kann, die Vorteile genannt werden. Es gibt 30 Fähigkeiten (davon fünf erst durch Edens Geschenk), von denen sieben mehrfach erlernt werden können.
Roger Cadoret fliegt den Spieler mit seinem gestohlenen Helikopter Grosse Patate zu sieben Expeditionen, die jeweils an einem Ort außerhalb von Hope County stattfinden. Aufgabe ist jeweils, ein Paket der Highwaymen zu finden, zu stehlen und sich frühestens zweieinhalb Minuten später wieder abholen zu lassen. Dafür erhält er besonders seltene technische Materialien.
Das Spiel kann allein, zu zweit oder mit einem von acht verschiedenen Helfern auf Abruf gespielt werden. Letztere sind computergesteuerte Charaktere, die der Spieler im Laufe des Spiels befreit.

## Entwicklung
Far Cry New Dawn wurde von Ubisoft Montreal in Zusammenarbeit mit Ubisoft Kiew, Ubisoft Romania und Ubisoft Shanghai entwickelt und nutzt, ebenso wie der Vorgänger Far Cry 5, eine Weiterentwicklung der Dunia Engine.
Nach Aussagen des Art Directors Isaac Papismado, hatte das Ubisoft-Team bereits seit langer Zeit die Idee, ein Far-Cry-Spiel in einem postapokalyptischen Szenario zu erschaffen. Dabei sollten jedoch dunkle und trostlose Töne vermieden werden, um das Klischee einer Endzeit zu vermeiden und stattdessen eine farbenfrohe Welt zu erschaffen.
Um den Highwaymen eine einzigartige visuelle Identität zu verleihen, wurde von Ubisoft ein Graffiti-Künstler engagiert, der für den Stil und die Graffiti des Spiels zuständig war.
Ähnlich wie Far Cry 3: Blood Dragon und Far Cry Primal handelt es sich bei Far Cry New Dawn nicht um einen Hauptableger der Serie, sondern um eine kleinere Produktion, was sich auch in einem niedrigeren Preis widerspiegelt.
Das Spiel wurde auf den Game Awards 2018 angekündigt und erschien am 15. Februar 2019 für Microsoft Windows, Xbox One und PlayStation 4.

### Synchronisation
Die deutsche Lokalisation des Spiels wurde durch die mouse-power GmbH unter der Regie von Wiebke Westphal realisiert.

| Rolle           | Englischer Sprecher | Deutscher Sprecher     |
| --------------- | ------------------- | ---------------------- |
| Bean            | Tod Fennell         | Patrick Baehr          |
| Carmina Rye     | Reina Hardesty      | Josephine Schmidt      |
| Ethan           | Kyle Gatehouse      | Florian Hoffmann       |
| Gina            | Melanie Minichino   | Cathlen Gawlich        |
| Grace Armstrong | Murry Peeters       | Dela Dabulamanzi       |
| Hurk            | Dylan Taylor        | Christoph Banken       |
| Irwin           | Joe Cobden          | Jan Kurbjuweit         |
| Joseph Seed     | Greg Bryk           | Johannes Berenz        |
| Kim Rye         | Mayko Nguyen        | Julia Kaufmann         |
| Lou             | Leslie Miller       | Kaya Möller            |
| Mickey          | Cara Rickets        | Esra Vural             |
| Nana            | Nadia Verrucci      | Philine Peters-Arnolds |
| Nick Rye        | Steve Byers         | Daniel Welbat          |
| Roger Cadoret   | Alexandre Dubois    | Rafi Guessous          |
| Pastor Jerome   | Martin Roach        | Tobias Brecklinghaus   |
| Selene          | Erica Lindbeck      | Sonja Spuhl            |
| Sharky          | Dylan Taylor        | Dirk Talaga            |
| Thomas Rush     | Patrick Garrow      | Tim Moeseritz          |

## Rezeption
Far Cry New Dawn hat national und international durchschnittliche Bewertungen erhalten.

„Far Cry New Dawn ist nicht die Neuerfindung der Reihe, es verhält sich zu Far Cry 5 eher wie ein großer Standalone-DLC. Es lohnt sich für alle, die nicht genug vom landschaftlich reizvollen Hope County kriegen können und es jetzt mal zu einer anderen Jahreszeit erleben wollen - der, die nach dem nuklearen Winter kommt eben. Im Vergleich zum Vorgänger gibt es wenige Neuerungen, und obschon Ubisoft seinen üblichen Skill-Tree ein wenig anders verpackte, so gleichen sich letzten Endes doch viele Abläufe. Trotzdem unterhält die vertraute Formel auch hier wieder, zumal diesmal eine Geschichte weitererzählt wird, bekannte Schauplätze und teilweise auch Figuren inklusive.“

„Ich hatte wieder Spaß in Hope County. Auch wenn ich mich wieder an vielen Sachen gestört habe und gezwungen war, gewisse Dinge auszublenden, bleibt die überdrehte Far Cry-Action zum Glück erhalten. Doch Ubisoft hat es mir dieses Mal etwas schwerer gemacht, meine Unterhaltung zu finden. Denn obwohl in der Story wenig Substanz steckt, wird sie ausufernd erzählt - vor allem wenn es um New Eden und Joseph Seed geht.“